# Erich Kuttner

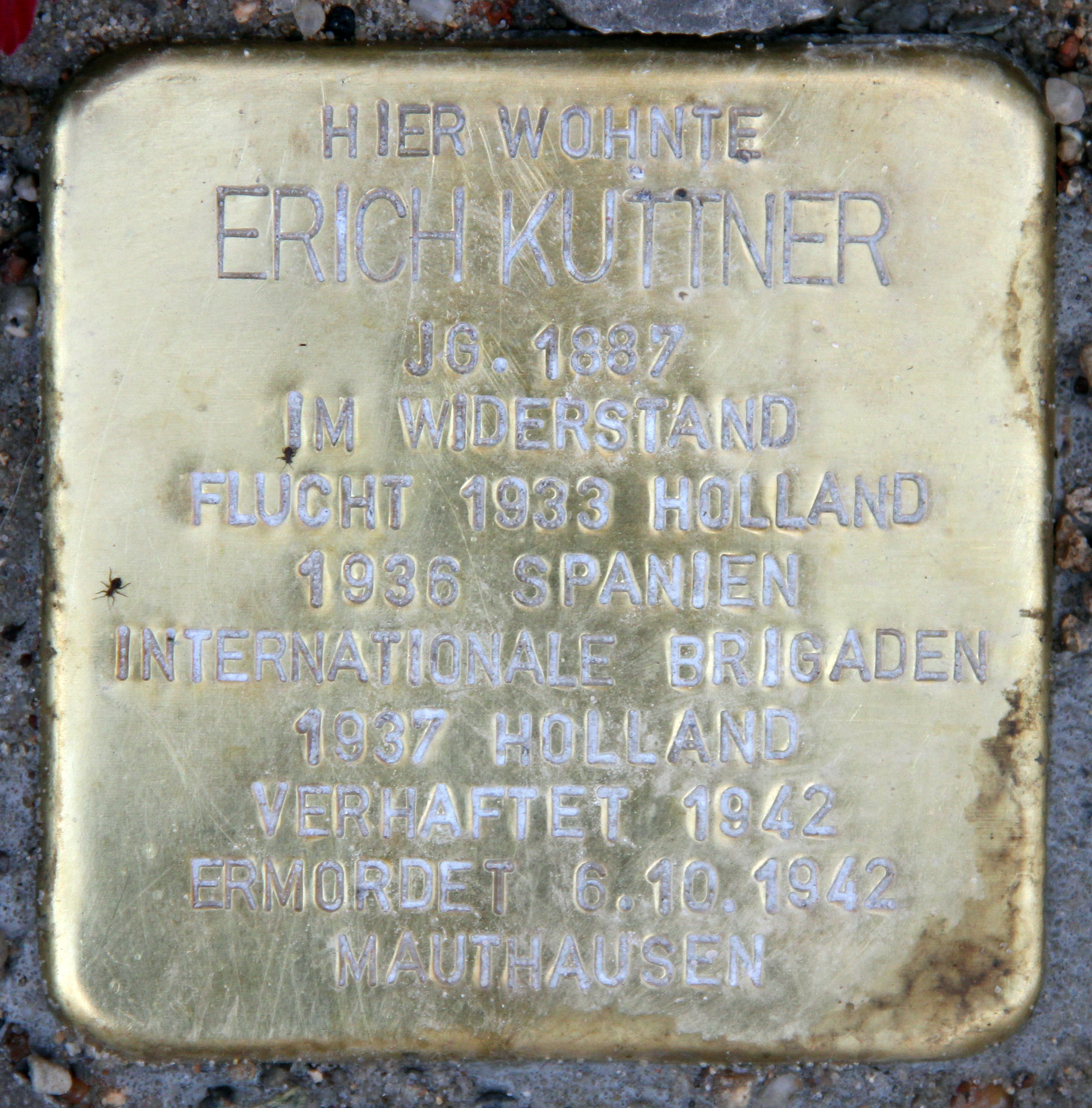
Stolperstein am Haus Burgherrenstraße 4, in Berlin-Tempelhof

Erich Kuttner (* 27. Mai 1887 in Schöneberg; † 6. Oktober 1942 im KZ Mauthausen) war deutscher Journalist, Autor, Landtagsabgeordneter in Preußen, Emigrant und Widerstandskämpfer gegen den Nationalsozialismus.

## Leben

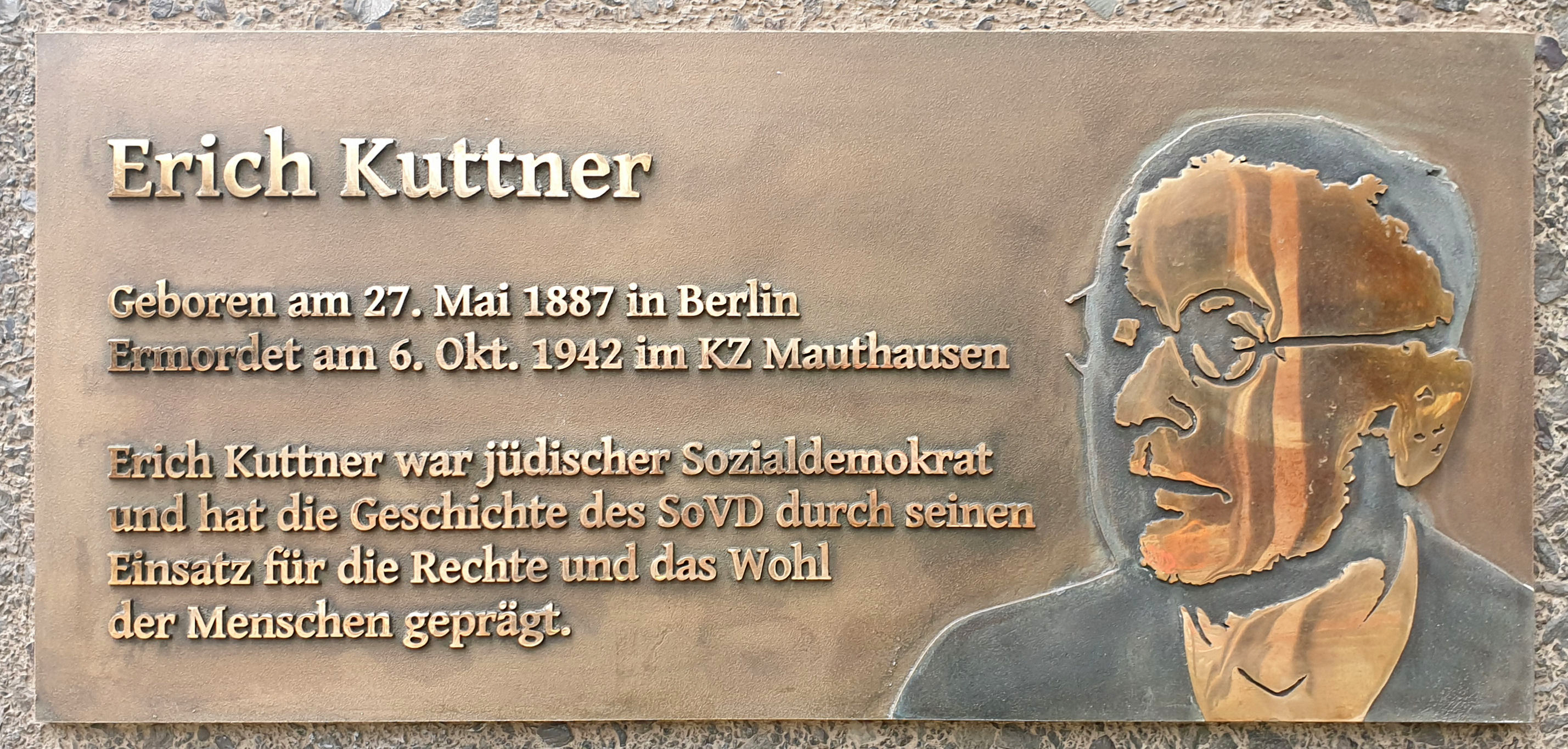
Gedenktafel in Berlin-Mitte

Erich Kuttner wurde am 27. Mai 1887 in Berlin am Nollendorfplatz 9 geboren. Seine Eltern waren der jüdische Kaufmann Benno Kuttner und dessen Ehefrau Lina geb. Kaufmann.
Er studierte von 1905 bis 1909 in Berlin und München Jura. Von 1909 bis 1910 war er Rechtsreferendar. 1910 trat er in die SPD ein, wurde aus diesem Grund aus dem Referendariat entlassen und wurde Journalist bei den sozialdemokratischen Zeitungen Freies Volk und Chemnitzer Volksstimme. 1915 meldete er sich freiwillig zum Militär und wurde im darauffolgenden Jahr im Ersten Weltkrieg bei Verdun am 2. April 1916 schwer am Arm verwundet und mit der Friedrich-August-Medaille in Bronze ausgezeichnet.
1916 wurde er Redakteur beim Vorwärts. 1917 gründete er den Bund der Kriegsbeschädigten und Kriegsteilnehmer und wurde dessen Vorsitzender. Am 9. November 1918 führte er den sog. Funkerspuk an, mit dem Wolffs Telegraphisches Bureau in die Hände der Arbeiter- und Soldatenräte überging. Als Anhänger der Regierung von Friedrich Ebert organisierte er 1919 während des Spartakusaufstandes zu deren Schutz das „Regiment Reichstag“ und war an der Niederschlagung des Aufstandes aktiv beteiligt.
Für die SPD gehörte er von 1921 bis 1933 dem Preußischen Landtag an und galt als bester Redner der SPD-Fraktion bis zur Landtagsauflösung 1933. Er hatte auch eine führende Rolle in der parlamentarischen Untersuchung der Fememorde während der Weimarer Republik. Kuttner, der in dieser Periode zum rechten Parteiflügel zählte, war weiterhin 1922 bis 1923 Redakteur der von Alexander Parvus begründeten Zeitschrift Die Glocke und von 1924 bis 1927 Chefredakteur der sozialdemokratischen satirischen Zeitschrift Lachen Links.
Am 2. Mai 1933 rettete er sich nach illegaler Widerstandstätigkeit in Deutschland über Prag in die Niederlande, wo er weiter als Journalist arbeitete. Im Exil entwickelte Kuttner sich nach links und trat in Amsterdam der Gruppe Revolutionäre Sozialisten Deutschlands bei. Hier wirkte er im Widerstand gegen das NS-Regime und trat für eine begrenzte Zusammenarbeit mit der KPD ein. Im Lutetia-Kreis (1935–36) wirkte er mit am Versuch, eine „Volksfront“ gegen die Hitlerdiktatur zu schaffen.
1936 ging er nach Spanien, um über den Bürgerkrieg zu berichten, er arbeitete am Radiosender Deutscher Freiheitssender 29,8 mit und wurde im Juli 1937 während der Schlacht von Brunete östlich von Madrid verwundet und kehrte daraufhin nach Amsterdam zurück. Am 14. Mai 1940, vier Tage nach dem Angriff der deutschen Truppen, unternahm er einen Selbstmordversuch, nach der deutschen Besetzung der Niederlande tauchte Kuttner nicht in die Illegalität unter. 
Am 12. März 1941 trat Kuttner in Amsterdam als Konsequenz der Judenverfolgung in den Niederlanden wieder zum Judentum über, die Jüdische Gemeinde zu Berlin hatte er 1911 wegen seiner sozialistischen Weltanschauung verlassen.
Am 10. April 1942 wurde er zuhause von der Gestapo verhaftet und über das Durchgangslager Amersfoort in das Konzentrationslager Mauthausen verschleppt, wo er am 6. Oktober 1942 ermordet wurde.

## Ehrungen

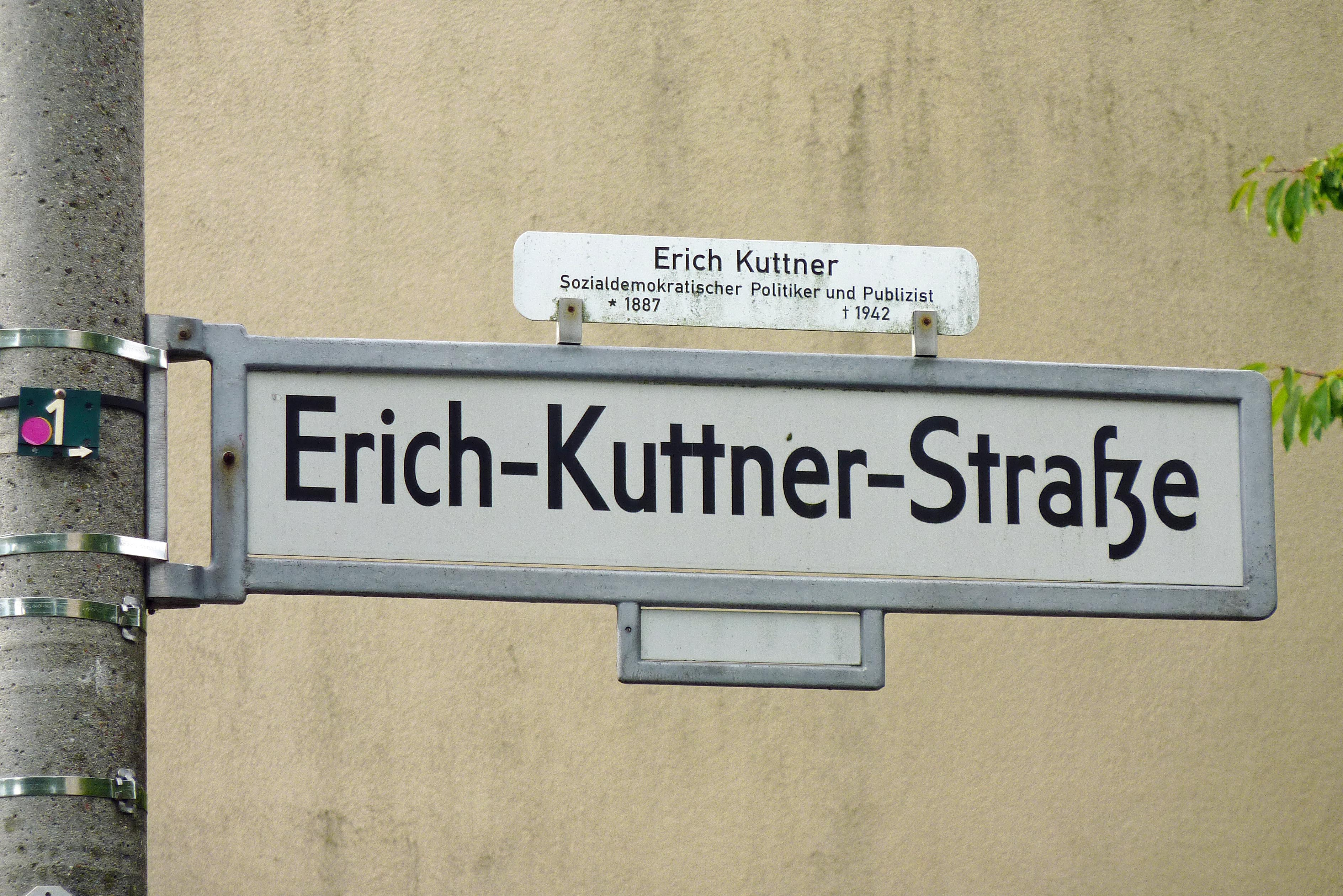
Straßenname in Berlin

- Am 27. Mai 2025 wurde die Bundesgeschäftsstelle des Sozialverbandes Deutschland in  Berlin-Mitte in "Erich-Kuttner-Haus" umbenannt und eine Gedenktafel am Gebäude enthüllt.[2]
- Die Initiative Stolpersteine an der B 96 verlegte 2009 einen Stolperstein[4] vor dem ehemaligen Wohnhaus von Kuttner in der Burgherrenstraße 4, Berlin-Tempelhof.
- Im Berliner Bezirk Lichtenberg, Ortsteil Fennpfuhl, wurde 1962 die Erich-Kuttner-Straße[5] nach dem Widerstandskämpfer benannt.
- Von 1961 bis 1969 trug ein Torpedoschnellboot der Volksmarine (Projekt 183) seinen Namen.

## Werke
- Klassenjustiz! Buchhandlung Vorwärts Paul Singer GmbH, Berlin 1913.
- Von dort marschierten sie … Ein Kriegstagebuch. Verlag von Landgraf & Co., Chemnitz 1916.
- Die Kriegsbeschädigten und der Staat. Verlag für Sozialwissenschaft, Berlin 1918.
- Die deutsche Revolution. Des Volkes Sieg und Zukunft. Verlag für Sozialwissenschaft, Berlin 1918.
- Von Kiel bis Berlin. Der Siegeszug der deutschen Revolution. Verlag für Sozialwissenschaft, Berlin 1918.
- Wie werden wir wieder reich? Verlag für Sozialwissenschaft, Berlin 1919.
- Philip Scheidemann. Der Aufstieg eines deutschen Arbeiters. Verlag für Sozialwissenschaft, Berlin 1919.
- Die erdolchte Front. Eine Anklage in Versen. Verlag für Sozialwissenschaft, Berlin 1920.
- Verdienste der Hohenzollern. Buchhandlung Vorwärts, Berlin 1921.
- Der Sieg war zum Greifen nahe! Unwiderlegliche Zeugnisse gegen die Lüge vom Dolchstoss und vom Landesverrat der Sozialdemokratie. Verlag für Sozialwissenschaft, Berlin 1921.
- Warum versagt die Justiz? Verlag für Sozialwissenschaft, Berlin 1921.
- Bilanz der Rechtsprechung. Verlag für Sozialwissenschaft, Berlin 1922.
- Mit Franz Klühs: Die politischen Parteien in Deutschland, mit einem Anhang: Deutsche Parteientwicklung seit 1848. Eine Kursusdisposition. Zentralbildungsausschuss der SPD, Berlin 1924.
- Die Schicksalsgefährtin. Roman, Dietz Nachf., Berlin 1924.
- Otto Braun. R. Kittler Verlag, Leipzig 1932 [Reihe: Maenner und Maechte] [Volksausgabe: Volksfunkverlag, Berlin 1932].
- Unter Pseudonym „Justinian“: Reichstagsbrand. Wer ist verurteilt? Verlagsanstalt Graphia, Karlsbad 1934.
- Hans von Marees. Die Tragödie des deutschen Idealismus, Oprecht-Verlag, Zürich 1937.
- Het Hongerjaar 1566. Amsterdamsche Boek- en Courantmaatschappij, Amsterdam 1949 [auf Deutsch als: Das Hungerjahr 1566. Eine Studie zur Geschichte des niederländischen Frühproletariats und seiner Revolution. Herausgegeben und eingeleitet von Maximilian Ingenthron (Mannheimer historische Forschungen 13), Mannheim 1997].